# Глобулін
Глобулін — один з трьох типів білків плазми крові (інші типи — альбуміни і фібриноген). Розчинний у розведених розчинах солей і слабко розчинний у воді глобулярний білок. Концентрація в крові становить 2—3,5 г/дл.
Глобуліни:
- Складають майже половину білків крові;
- Визначають імунні властивості організму;
- Визначають згортання крові;
- Беруть участь у транспорті заліза і в інших процесах.

Діагностичне значення має коефіцієнт альбуміно/глобулінового співвідношення (А/Г, або «білковий коефіцієнт»), який у нормі дорівнює 1,2—2. Зниження його спостерігається за хронічних дифузних ушкодженнях печінки, інфекційних хворобах, запальних хворобах плеври, легенів, злоякісних новоутвореннях.

## Різновиди глобулінів
За допомого білкового електрофорезу виділяють чотири різновиди глобулінів:
- Альфа-1-глобуліни — здійснюють транспорт ліпідів, тироксину, кортикостероїдів (приклади — ретинол-зв'язуючий білок, [[тироксин-зв'язуючий глобулін]), деякі з них є інгібіторами протеолітичних ферментів (альфа-1-антитрипсин).
- Альфа-2-глобуліни — відповідають за транспорт ліпідів, іонів міді (приклад — церулоплазмін), деякі з них також є інгібіторами протеолітичних ферментів (альфа-2-макроглобулін). Гаптоглобін і гемопексин запобігають втраті гемового заліза із сечею.
- Бета-глобуліни — беруть участь у транспорті ліпідів, вільного та гемового заліза (основна їх частина — це бета-ліпопротеїди, а також трансферин).
- Гамма-глобуліни — до них належать імуноглобуліни (антитіла) та патологічні білки, які синтезуються при мієломній хворобі специфічними клітинами антитілоутворюючої системи і з'являються у плазмі хворих (наприклад, білок Бенс-Джонса[en]).